# دوبه

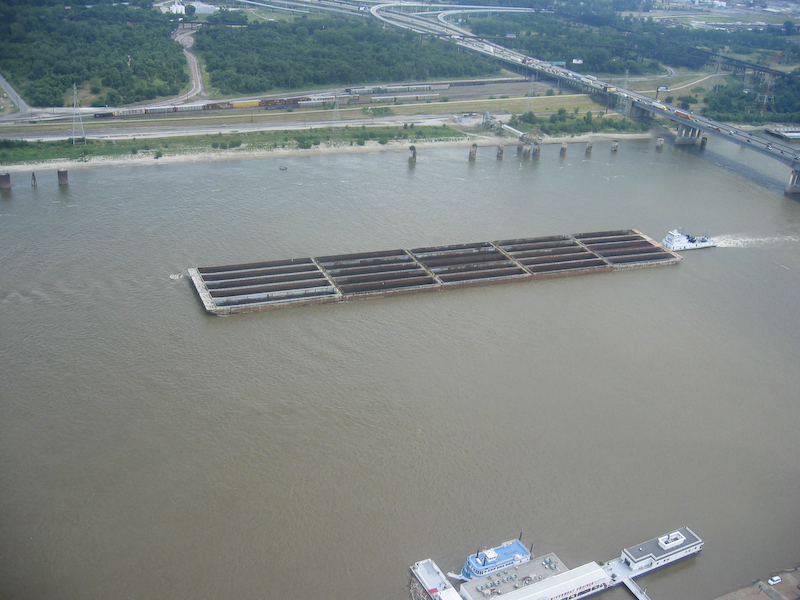
یک یدک‌کش دوبه‌ای را روی رود میسیسیپی به جلو می‌رانَد.

دوبه یا بارج (به انگلیسی: Barge) شناوری است که برای ترابری اشیای بزرگ یا حجم نسبتاً زیادی از کالا یا مواد بر روی آب به‌کار می‌رود. بیشتر دوبه‌ها را در آبراهه و رودها به‌کار می‌برند. دوبه معمولاً موتور یا پیشرانهٔ دیگری ندارد و آن را قایق یا کشتی دیگری بر روی آب می‌کشد یا به جلو می‌رانَد.
هاپِر بارج (به انگلیسی: Hopper barge) دوبهٔ لایروبی، دوبه‌ای که در نزدیکی بندر در کنار کشتی لایروبی قرار می‌گیرد تا لای در داخل آن ریخته شود. این دوبه سپس به دور از بندر یدک و با باز کردن دریچهٔ کف، آن را تخلیه می‌کند.